# Saut de ligne
Pour les articles homonymes, voir LF.
En informatique, le saut de ligne (LF, line feed) est un caractère de contrôle indiquant le passage à la ligne suivante. Son code ASCII est 10 (0A en hexadécimal). En notation caret, c'est '^J'. 
Suivant les applications, il marque à lui seul la fin de ligne, notamment sous Unix ('\n', newline), ou bien est associé à un autre octet pour marquer la fin de ligne (CRLF).
Cette différence date des années 1960. Durant la période 1963-1968, les drafts de  standards ISO  prévoyaient à la fois l'utilisation combinée CR+LF et l'utilisation du  LF en standalone, tandis que les drafts de l'ASA ne proposaient que la séquence CR+LF. Le système Multics dont le développement commença en 1964 utilisa LF pour marquer les nouvelles lignes.

## Usage dans la séquence  CRLF
Le saut de ligne était à l'origine une commande d'imprimante utilisée conjointement avec le retour chariot (CR). Après l'exécution d'un CRLF, la tête d'impression revient complètement à gauche et passe à la ligne suivante, prête à commencer une nouvelle ligne de texte.
CRLF a, au début des années 1970, été adopté comme la fin de ligne standard pour certains protocoles de communications du réseau Arpanet, un choix qui, rétrospectivement, est généralement considéré comme une erreur. Cependant, cet usage a été maintenu sous MS-DOS et son descendant Microsoft Windows et ne disparaîtra donc pas dans un futur proche. On trouve donc dans les fichiers textes Windows, en hexadécimal, la chaîne 0D0A.

## Usage en tant que «fin de ligne»
Sous Unix, un saut de ligne est plus communément appelé une nouvelle ligne : sur un système d'exploitation basé sur Unix, un saut de ligne est interprété comme une instruction ayant le même effet sur un terminal que CRLF l'a sur une imprimante. Il n'a pas été jugé nécessaire d'afficher des caractères d'impression  sur l'ordinateur.
Le langage de programmation C, tirant ses origines d'Unix, reflète cet usage : en C, \n est le caractère d'échappement pour une nouvelle ligne.
Apple a aussi simplifié le CRLF sur ses systèmes d'exploitation en utilisant plutôt CR sans LF. Les systèmes d'exploitation d'Apple ont continué d'utiliser le retour chariot comme fin de ligne jusqu'à Mac OS X, qui est en partie basé sur Unix.
On peut parfois les noter par : ␍, ␊, ␤.
Dans la syntaxe Word et Excel, le saut de ligne est noté ^l [accent circonflexe suivi de la lettre L minuscule]. Par exemple, pour remplacer tous les signes * d'une zone donnée en un retour chariot, dans la commande "Remplacer", entrer : * à remplacer par ^l.